# Верхние Грачики (Каменский район)
Ве́рхние Гра́чики — хутор в Каменском районе Ростовской области.
Административный центр Уляшкинского сельского поселения.

## География

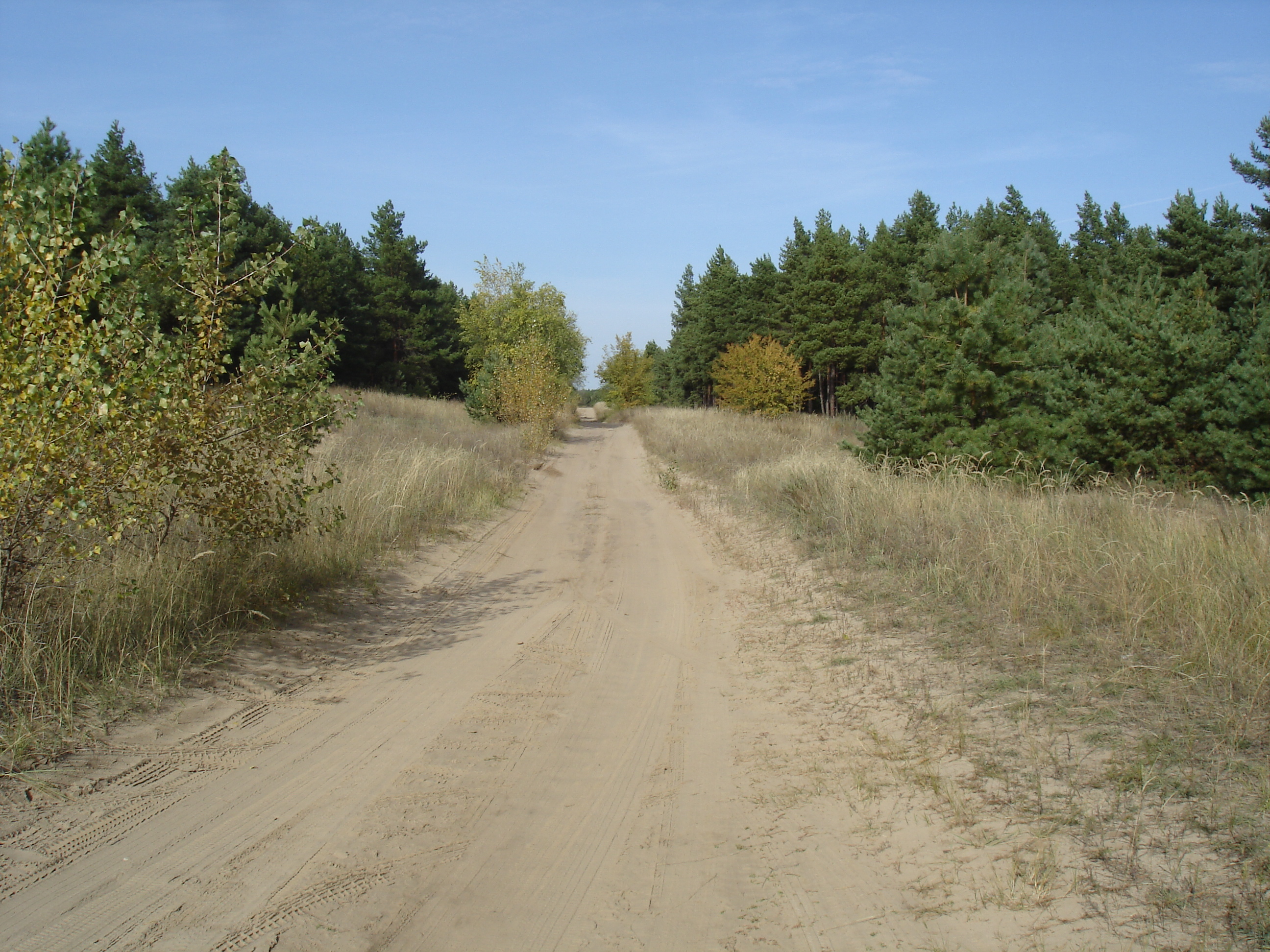
Лес возле хутора

От районного центра — посёлка Глубокий в хутор идёт асфальтированная дорога.
Рядом с хутором имеется искусственный сосновый бор, посаженный во времена СССР.

## Население
| 2010 | 2016 |
| ---- | ---- |
| 313  | ↗384 |

## Улицы
- ул. Заречная,
- ул. Молодёжная,
- ул. Суворова.